# Vanessa Hayden
Vanessa L'asonya Hayden, coniugata Johnson (Orlando, 5 giugno 1982), è un'ex cestista statunitense, professionista nella WNBA.

## Carriera
È stata selezionata dalle Minnesota Lynx al primo giro del Draft WNBA 2004 (7ª scelta assoluta).